# Église Notre-Dame de Lampaul-Guimiliau
L'église Notre-Dame est une église catholique située à Lampaul-Guimiliau (Finistère) dans le département français du Finistère, sur la commune de Lampaul-Guimiliau. Elle est située au sein d'un enclos paroissial.

## Historique
L'église Notre-Dame est construite aux XVIe et XVIIe siècles.
En 1809, le clocher, d'une taille comparable à celui de la chapelle Notre-Dame du Kreisker à Saint-Pol-de-Léon, est tronqué par la foudre.
En 1875, la charpente est intégralement remplacée par des éléments modernes, à l'exception de la poutre de gloire.
L'édifice est classé au titre des monuments historiques en 1910 ; l'enclos paroissial, composé d'un arc de triomphe, d'une croix et d'une chapelle funéraire, l'est aussi en 1914.

## L'enclos paroissial

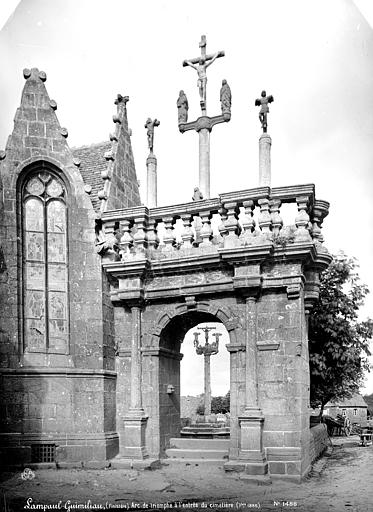
L'enclos paroissial : le calvaire vu à travers l'arc de triomphe. Photographie de Séraphin-Médéric Mieusement, 1885.

## L'église

### Extérieur

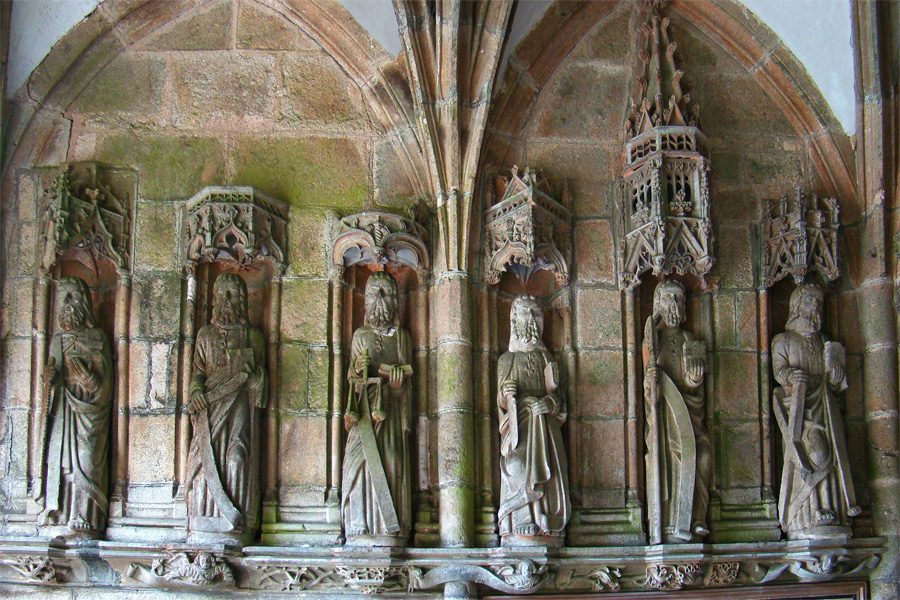
Porche : six apôtres (côté gauche).
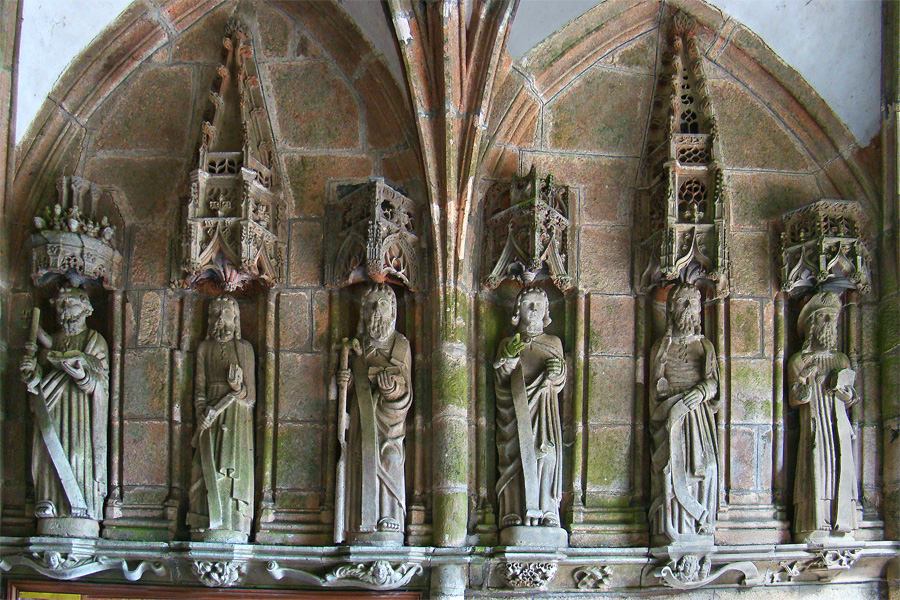
Porche : six apôtres (côté droit).

### Intérieur
- La Mise au tombeau (XVIIe siècle) a été sculptée dans du tuffeau par Antoine Chavagnac, sculpteur de la Marine à Brest. On remarque l'émotion gravement exprimée sur les visages de Marie et Jean devant le Christ mort, mais qui semble étrangement vivant ;

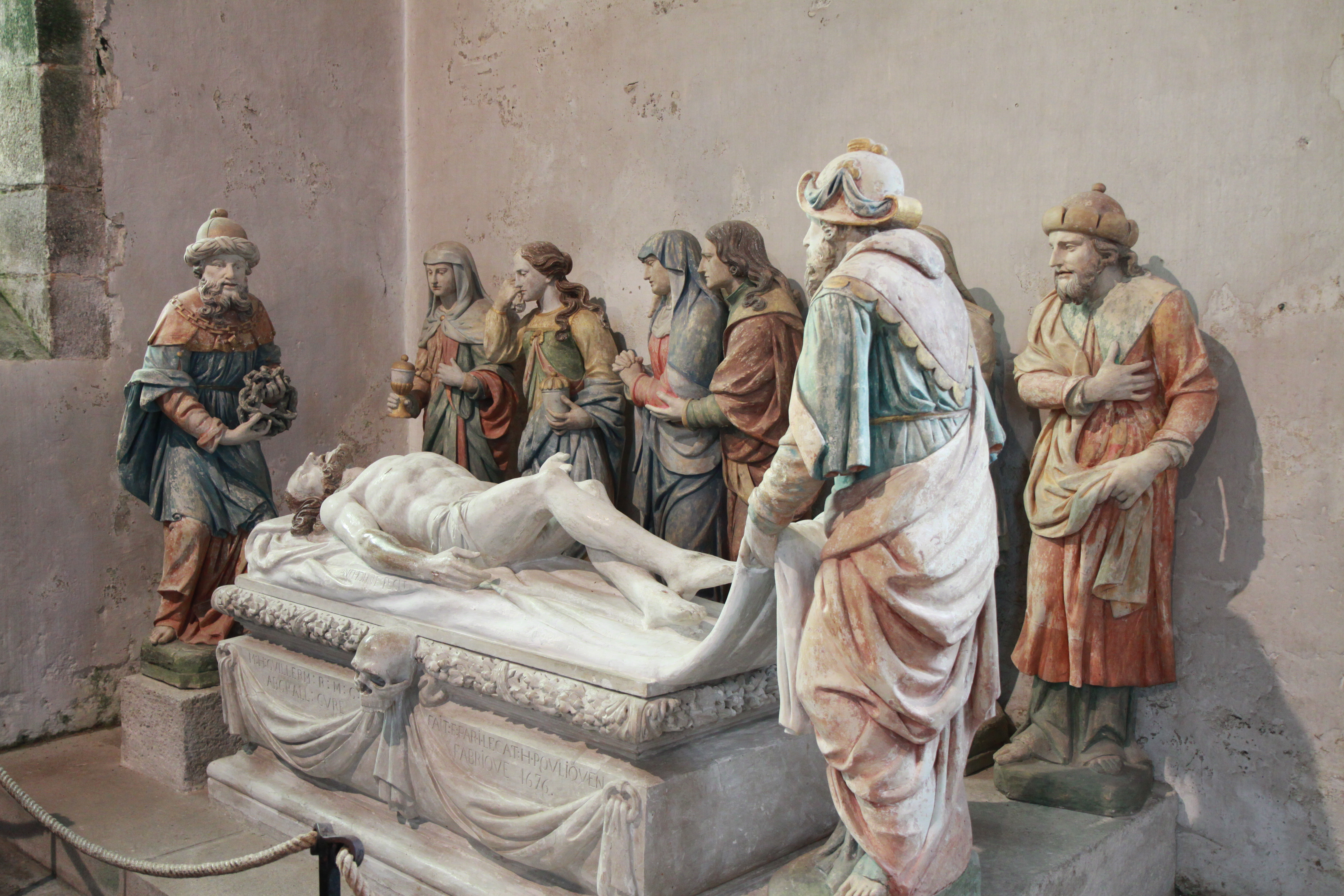
Antoine Chavagnac, Mise au tombeau (XVIIe siècle), groupe en pierre polychrome.
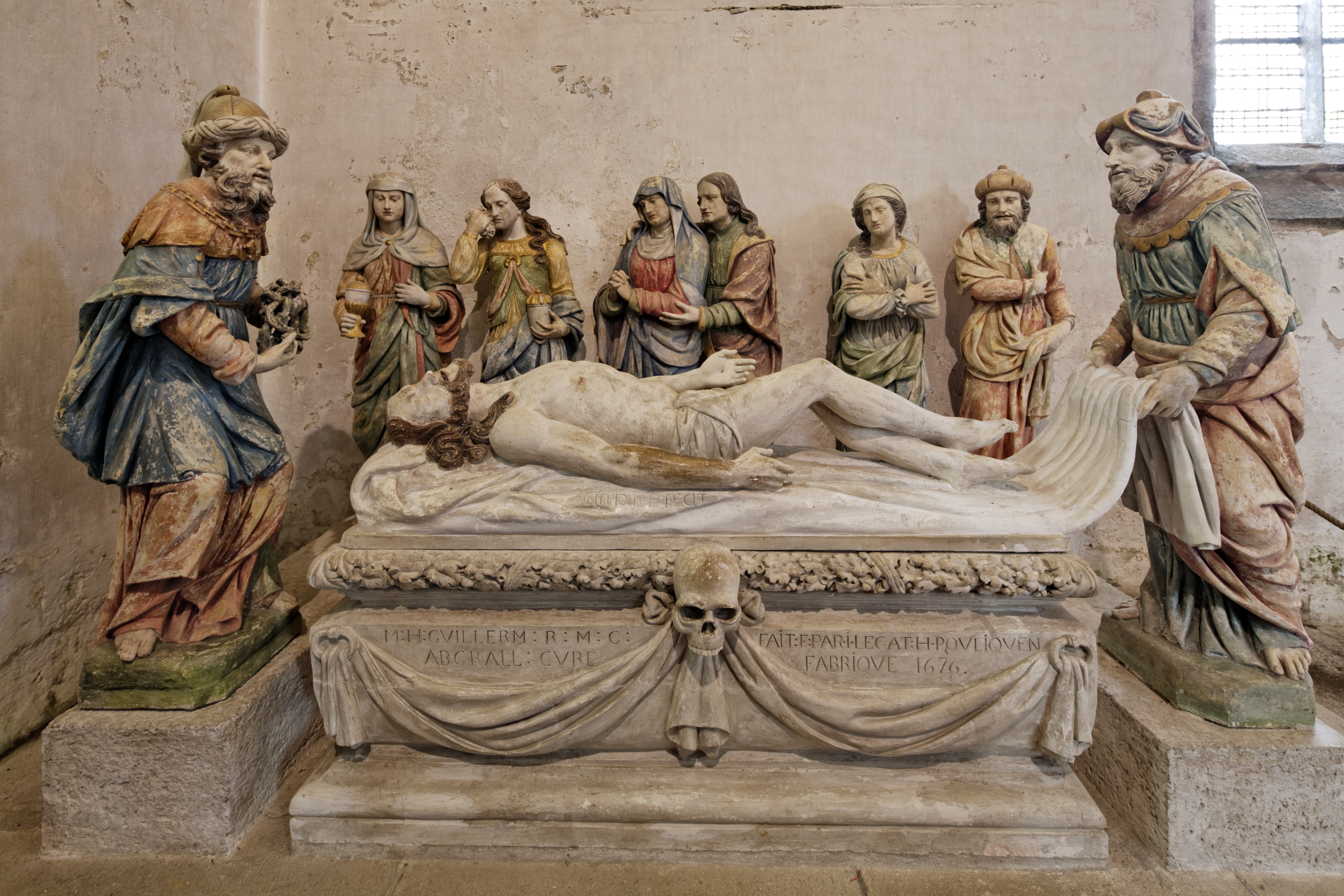
Vue d'ensemble de la Mise au tombeau.

- La poutre de gloire, datée du XVIe siècle, est également classée au titre des monuments historiques en 1910[2]. Elle sépare la nef du chœur et porte une Crucifixion expressive ; côté nef, des anges recueillent le sang du Christ et les scènes de la Passion y sont représentées ; côté chœur, les Sybilles, prêtresses d'Apollon, encadrent le groupe de l'Annonciation ;

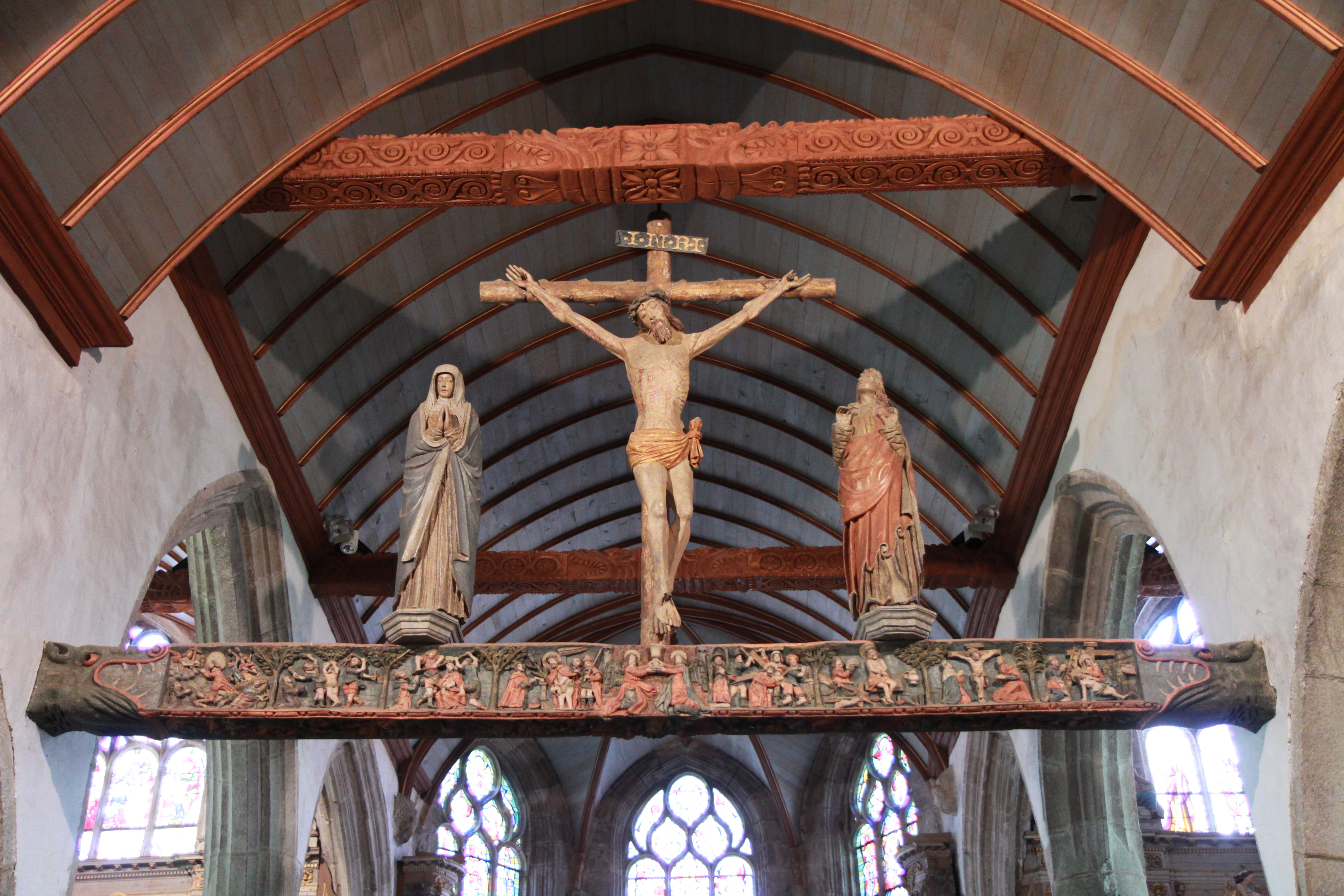
La poutre de gloire séparant la nef du chœur (XVIe siècle).
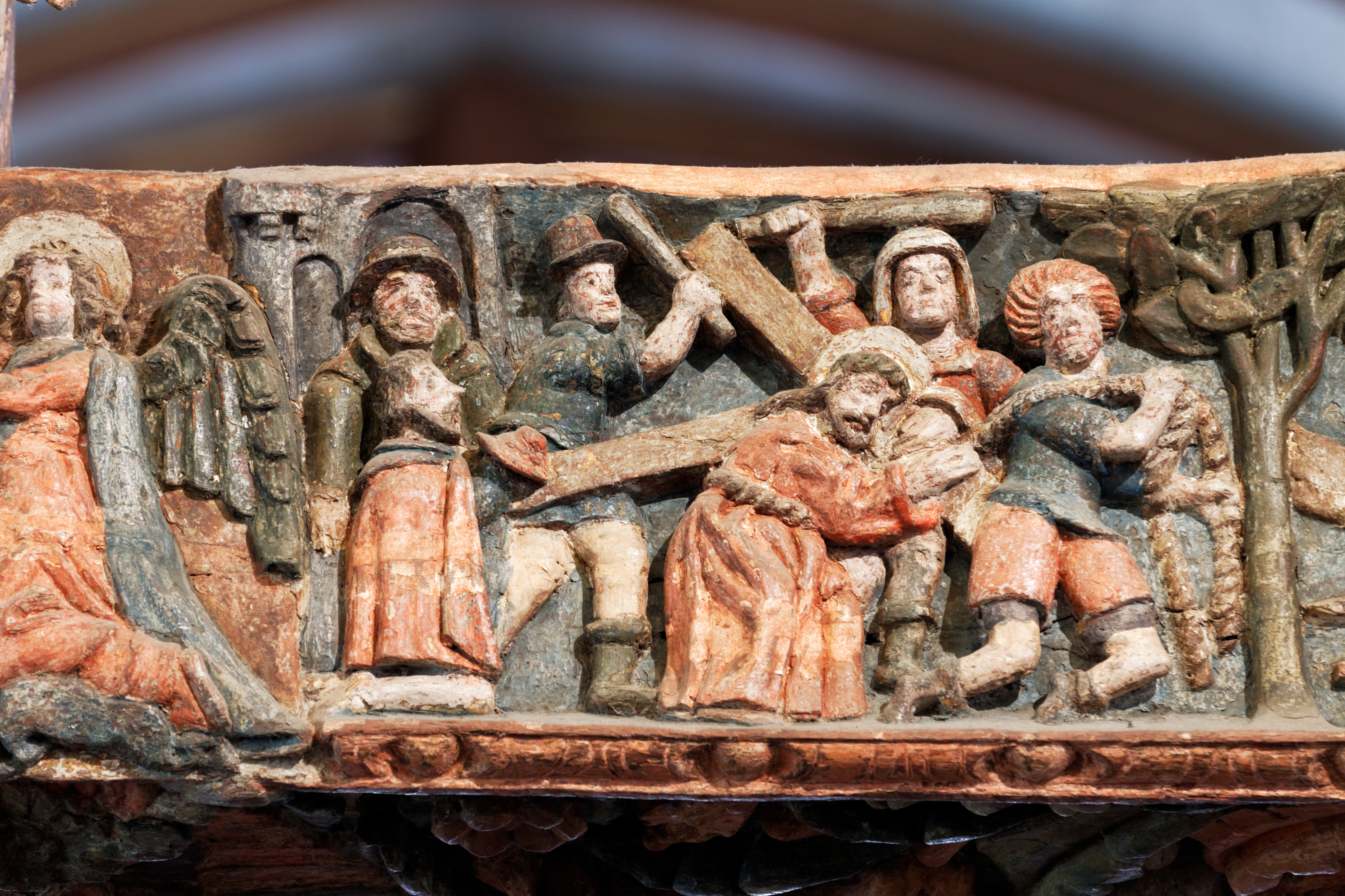
Détail de la poutre de gloire.

- Les autels de la Passion, de saint Jean-Baptiste, de sainte Marguerite et de saint Laurent ;
  - L'autel de la Passion « est d'une grande richesse, formant un merveilleux ensemble, encadrant un fouillis éblouissant d'ors et de personnages. Quatre colonnes torses sculptées accouplées deux à deux soutiennent un riche entablement qui se brise en fronton, couvert de statues. Au centre le Fils de Dieu ressuscité s'élance triomphant vers le ciel. À droite et à gauche sont prosternés des anges adorateurs, flanqués d'anges joueurs de viole »[3] ;
  - L'autel de saint Jean-Baptiste est aussi remarquable ;
- Le bénitier en kersanton est formé d'une cuve ciselée où deux diables plongent à moitié dans l'eau bénite et se tordent dans des convulsions ;
- La chaire à prêcher (1760) ;
- Le baptistère et son baldaquin (voir: Fonts baptismaux de Lampaul-Guimiliau) ;

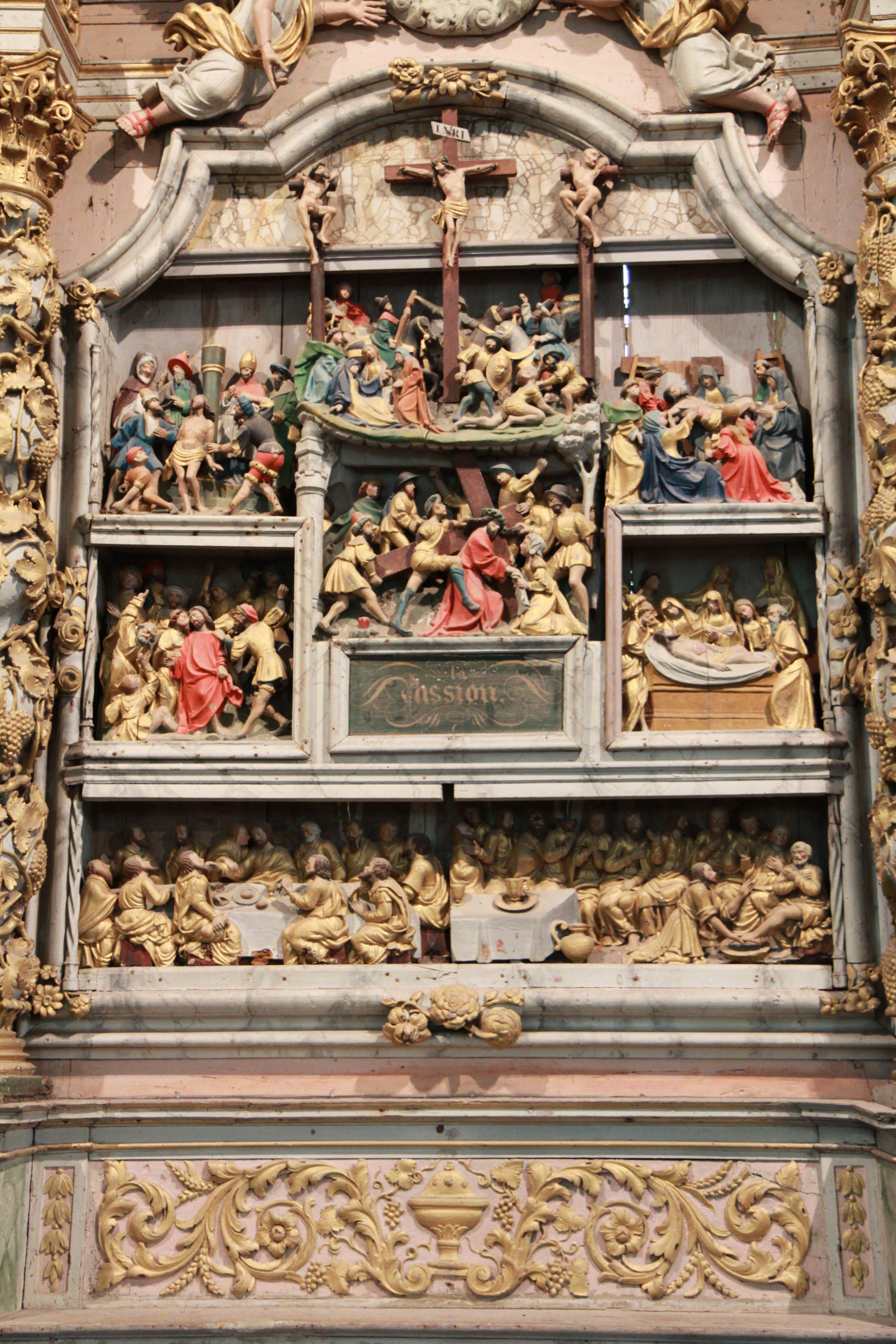
Le retable de la Passion.
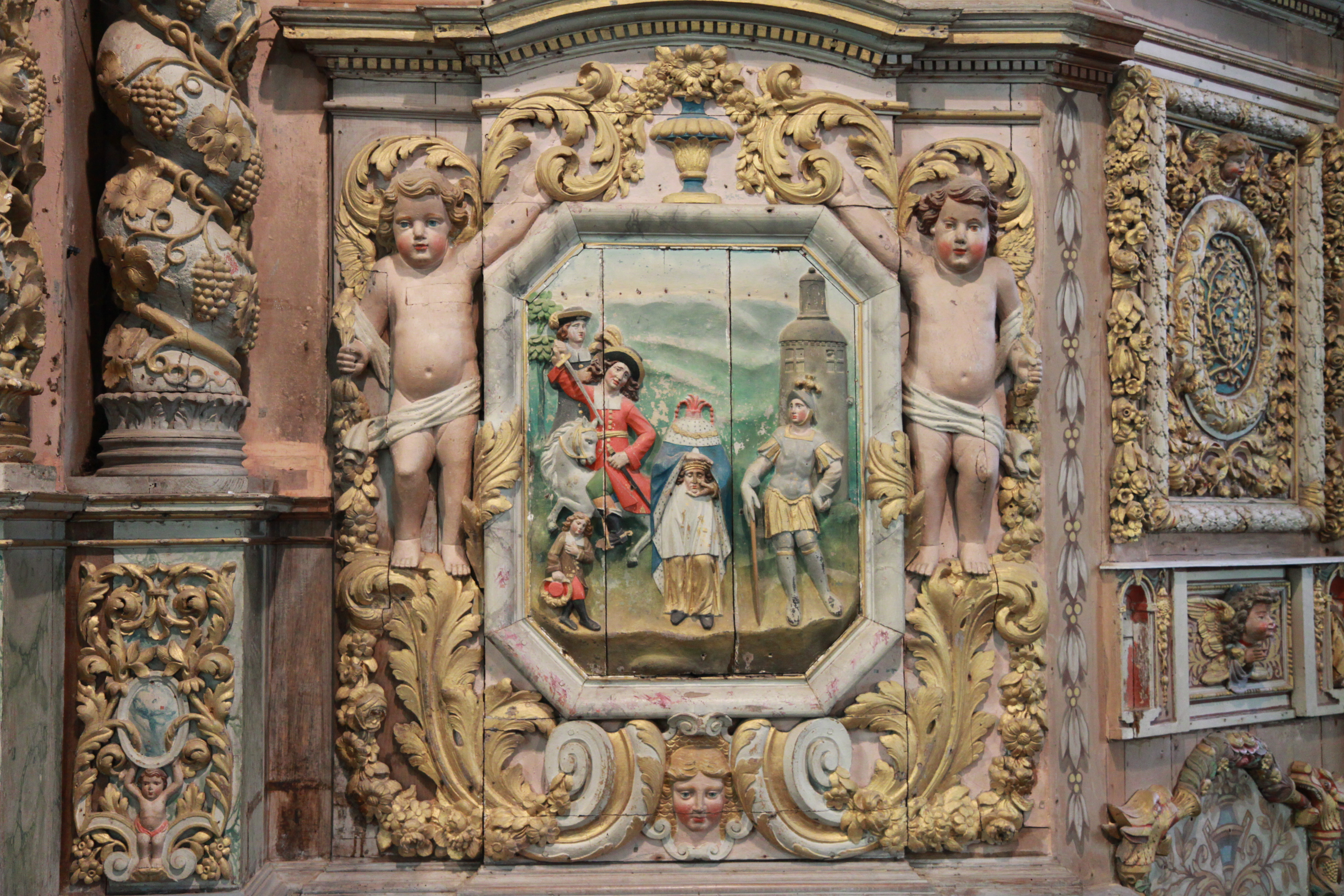
Détail d'un retable.
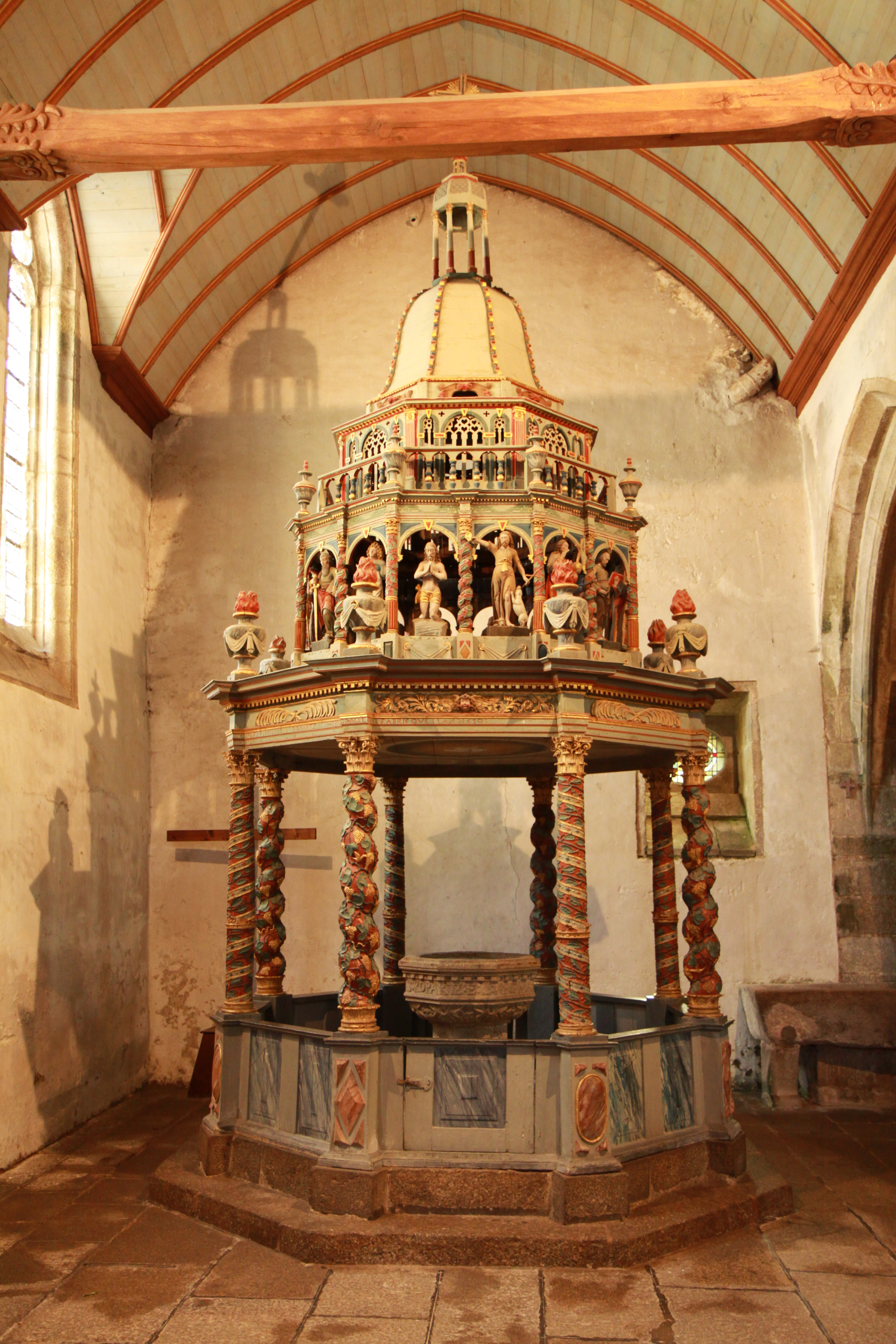
Le baptistère et son baldaquin.

- La Naissance de la Vierge, tableau du XVIIe siècle, saint Joachim complimente sainte Anne, pendant que les sages-femmes baignent Marie ;
- La sacristie présente de curieuses boiseries ;
- Le vitrail de la maîtresse-vitre date du XVIe siècle, mais les différents éléments qui la compose sont disparates, provenant de diverses fenêtres, en raison des destructions lors de la Révolution française ;
- Les bannières (1658), parmi les plus belles et les plus anciennes de Bretagne, sont un don de la confrérie du Saint-Sacrement. L'une d'elles représente saint Miliau en prince de Cornouaille. Parmi les plus récentes, Sainte Anne et Un Calvaire (1992) sont de Pierre Toulhoat.

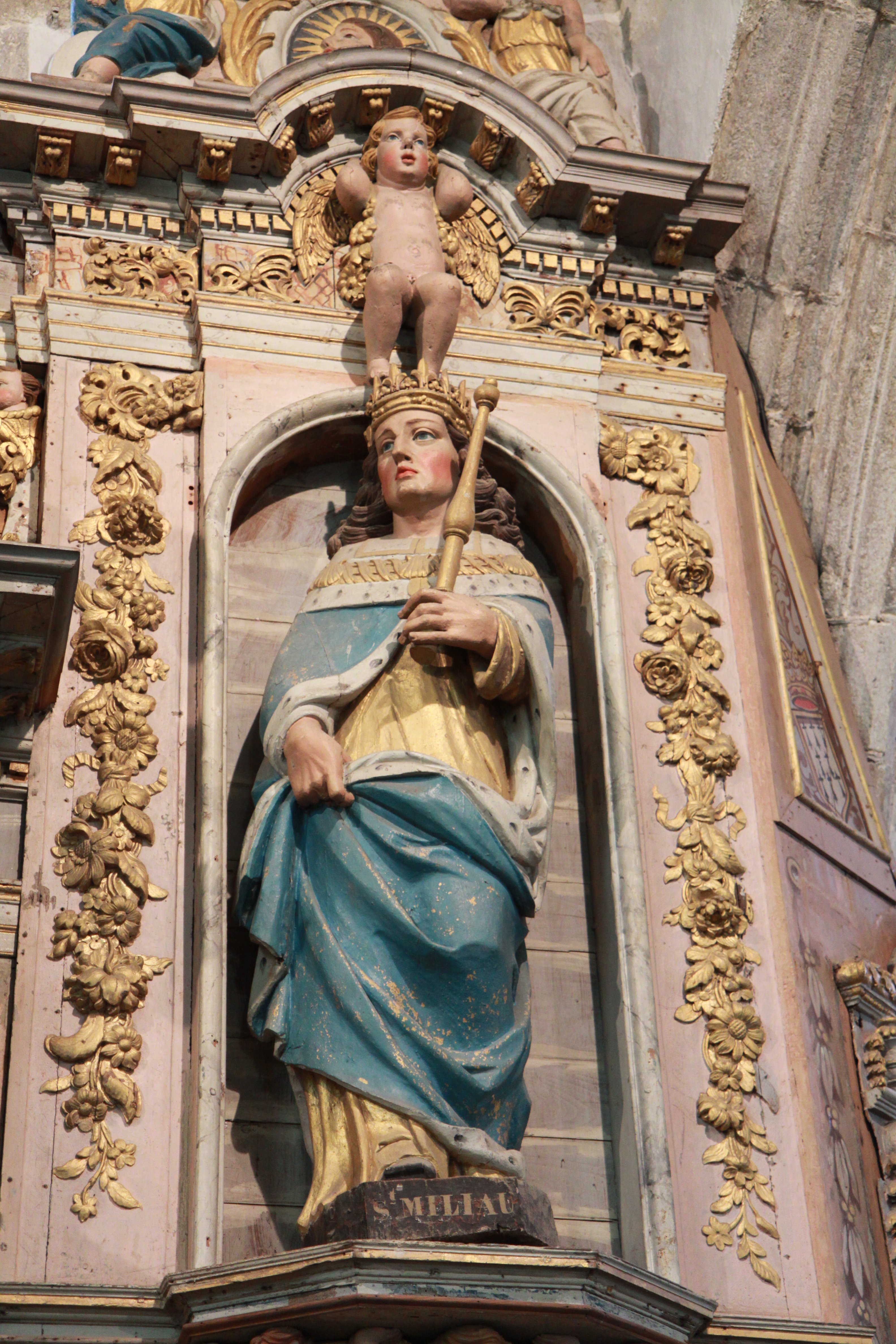
Statue de saint Miliau.
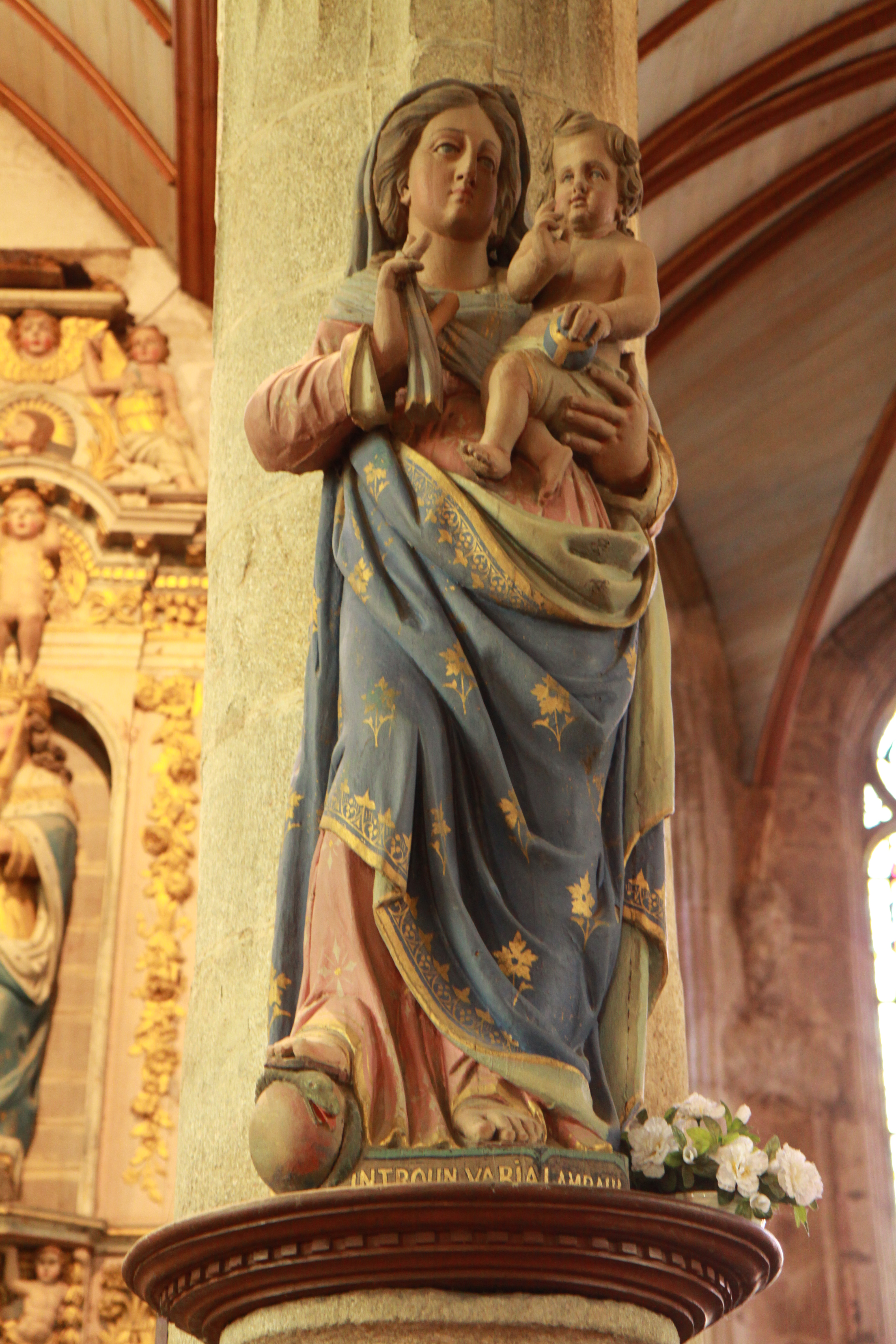
Vierge à l'Enfant.
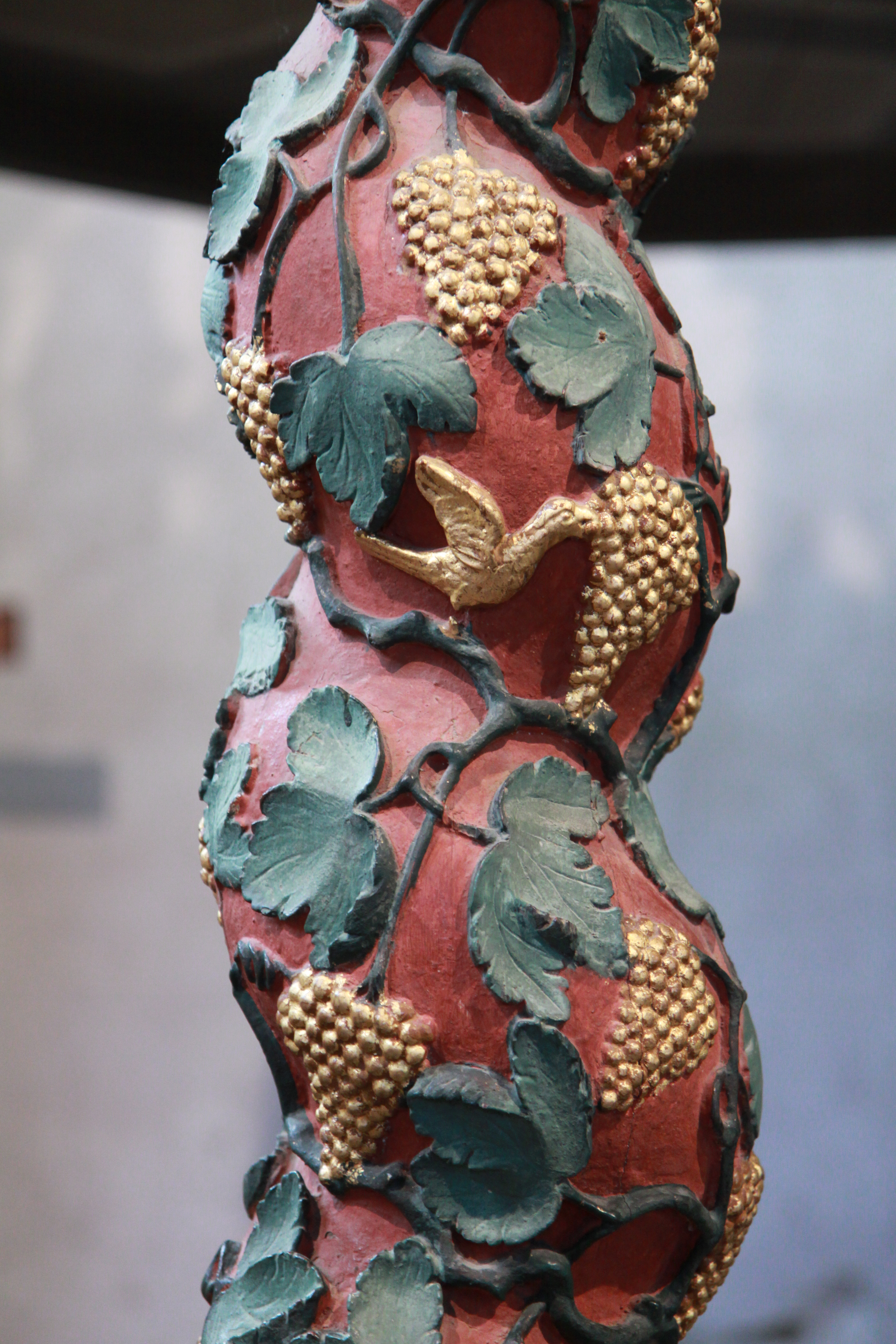
Colonne torsadée, détail.
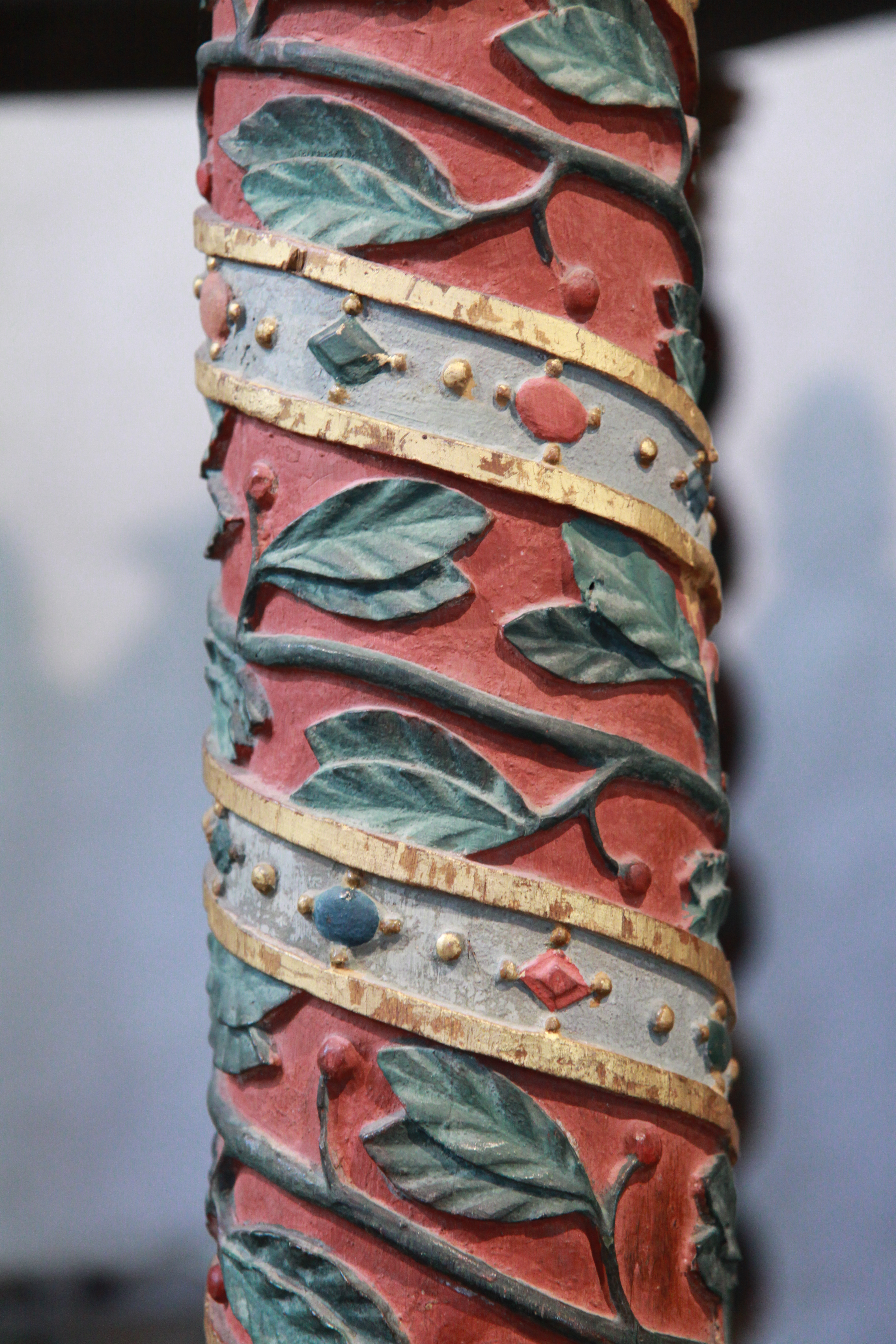
Colonne torsadée, détail.